# Halowe Mistrzostwa Świata w Łucznictwie 2016
13. Halowe Mistrzostwa Świata w Łucznictwie odbyły się w dniach 1 - 6 marca 2016 roku w Ankarze w Turcji. 
Polska wywalczyła dwa medale srebrne wśród seniorów. Wicemistrzynią świata w łuku klasycznym została Natalia Leśniak, która zdobyła również srebro w drużynie, razem z Kariną Lipiarską i Wioletą Myszor. 

## Reprezentacja Polski seniorów

### łuk klasyczny
- Kasper Helbin
- Natalia Leśniak
- Karina Lipiarska
- Paweł Marzec
- Wioleta Myszor
- Kacper Sierakowski

### łuk bloczkowy
- Katarzyna Szałańska

## Reprezentacja Polski juniorów

### łuk klasyczny
- Karolina Farasiewicz
- Magdalena Śmiałkowska
- Marek Szafran
- Sylwia Zyzańska

## Medaliści

### Seniorzy

#### Strzelanie z łuku klasycznego
| Konkurencja:           | Złoto:                                                        | Srebro:                                                      | Brąz:                                                             |
| indywidualnie kobiet   | Lisa Unruh                                                    | Natalia Leśniak                                              | Claudia Mandia                                                    |
| indywidualnie mężczyzn | Heorhij Iwanickij                                             | Sergij Makarewicz                                            | Brady Ellison                                                     |
| drużynowo kobiet       | Japonia · Sugimoto Tomomi · Kawanaka Kaori · Sugibayashi Rina | Polska · Natalia Leśniak · Karina Lipiarska · Wioleta Myszor | Gruzja · Iulia Lobżenidze · Kristine Esebua · Chatuna Narimanidze |
| drużynowo mężczyzn     | Niemcy · Florian Floto · Florian Kahllund · Carlo Schmitz     | Francja · Florent Mulot · Olivier Tavernier · Thomas Antoine | Rosja · Bair Cybekdorżiew · Aleksander Kożin · Arsałan Bałdanow   |

#### Strzelanie z łuku bloczkowego
| Konkurencja:           | Złoto:                                                      | Srebro:                                                         | Brąz:                                                                 |
| indywidualnie kobiet   | Irene Franchini                                             | Albina Łoginowa                                                 | Sarah Prieels                                                         |
| indywidualnie mężczyzn | Sebastien Peineau                                           | Mike Schloesser                                                 | Omid Taheri                                                           |
| drużynowo kobiet       | Dania · Tanja Jensen · Erika Anear · Sarah Holst Sonnichsen | Rosja · Maria Winogradowa · Natalia Awdiejewa · Albina Łoginowa | Włochy · Irene Franchini · Laura Longo · Eleonora Sarti               |
| drużynowo mężczyzn     | Włochy · Sergio Pagni · Luigi Dragoni · Michele Nencioni    | Dania · Patrick Laursen · Stephan Hansen · Martin Damsbo        | Francja · Sebastien Peineau · Jean Philippe Boulch · Fabien Delobelle |

### Juniorzy

#### Strzelanie z łuku klasycznego
| Konkurencja:           | Złoto:                                                       | Srebro:                                                      | Brąz:                                                                 |
| indywidualnie kobiet   | Su Szu-ping                                                  | Tatiana Andreoli                                             | Chang Rong-jia                                                        |
| indywidualnie mężczyzn | David Pasqualucci                                            | Dan Olaru                                                    | Rok Bizjak                                                            |
| drużynowo kobiet       | Włochy · Tatiana Andreoli · Loredana Spera · Tanya Giaccheri | Chińskie Tajpej · Chang Rong-jia · Yeh Yu-chen · Su Szu-ping | Rosja · Tuiana Daszidorżiewa · Rozalina Timofiejewa · Balżin Dorżiewa |
| drużynowo mężczyzn     | Włochy · David Pasqualucci · Dino Bizzotto · Yuri Belli      | Turcja · Mete Gazoz · Onur Tezel · Oğuzhan Küçük             | Rosja · Buianto Cyrendorżiew · Aldar Gombożapow · Cyren Baltakow      |

#### Strzelanie z łuku bloczkowego
| Konkurencja:           | Złoto:                                                  | Srebro:                                                        | Brąz:                                                         |
| indywidualnie kobiet   | Lucia Valeria Chavarria                                 | Cassidy Cox                                                    | Athena Caiopoulos                                             |
| indywidualnie mężczyzn | Viktor Orosz                                            | Christos Aerikos                                               | Anton Bulajew                                                 |
| drużynowo kobiet       | Turcja · Gizem Elmaağaçlı · Evrim Sağlam · Nevin Akdağ  | Rosja · Aleksandra Sawenkowa · Sofia Fadejewa · Diana Rawiłowa | Włochy · Giulia Grascelli · Aurora Tozzi · Camilla Alberti    |
| drużynowo mężczyzn     | Rosja · Anton Bulajew · Dmitrij Stepanow · Boris Chiżow | Włochy · Jesse Sut · Manuel Festi · Viviano Mior               | Australia · Remy Leonard · Harri Howden · DeVilliers Duvenage |

## Klasyfikacja medalowa

### Seniorzy
| Lp. | Państwo           | Złoto | Srebro | Brąz | Razem |
| 1.  | Włochy            | 2     | 0      | 2    | 4     |
| 2.  | Niemcy            | 2     | 0      | 0    | 2     |
| 3.  | Francja           | 1     | 1      | 1    | 3     |
| 4.  | Ukraina           | 1     | 1      | 0    | 2     |
| 5.  | Dania             | 1     | 1      | 0    | 2     |
| 6.  | Japonia           | 1     | 0      | 0    | 1     |
| 7.  | Rosja             | 0     | 2      | 1    | 3     |
| 8.  | Polska            | 0     | 2      | 0    | 2     |
| 9.  | Holandia          | 0     | 1      | 0    | 1     |
| 10. | Belgia            | 0     | 0      | 1    | 1     |
| 10. | Gruzja            | 0     | 0      | 1    | 1     |
| 10. | Iran              | 0     | 0      | 1    | 1     |
| 10. | Stany Zjednoczone | 0     | 0      | 1    | 1     |

### Juniorzy
| Lp. | Państwo           | Złoto | Srebro | Brąz | Razem |
| 1.  | Włochy            | 3     | 2      | 1    | 6     |
| 2.  | Rosja             | 1     | 1      | 3    | 5     |
| 3.  | Chińskie Tajpej   | 1     | 1      | 1    | 3     |
| 4.  | Turcja            | 1     | 1      | 0    | 2     |
| 5.  | Meksyk            | 1     | 0      | 0    | 1     |
| 5.  | Węgry             | 1     | 0      | 0    | 1     |
| 7.  | Stany Zjednoczone | 0     | 1      | 1    | 2     |
| 8.  | Grecja            | 0     | 1      | 0    | 1     |
| 8.  | Mołdawia          | 0     | 1      | 0    | 1     |
| 10. | Australia         | 0     | 0      | 1    | 1     |
| 10. | Słowenia          | 0     | 0      | 1    | 1     |